# Jamalcolm Liggins
Jamalcolm „Jay“ Liggins (* 26. April 1996 in Memphis, Tennessee) ist ein US-amerikanischer American-Football-Spieler auf der Position des Defensive Backs. Er spielte College-Football für die Dickinson State University aus dem Verband NAIA.

## Werdegang
Liggins, der an Highschool und College auch in der Leichtathletik (Weit- und Dreisprung) aktiv gewesen war und dabei All-American-Auszeichnungen erhalten hatte, besuchte die Bismarck High School in der Hauptstadt North Dakotas. Im Football-Team setzte er sich als Senior durch und wurde erstmals Starter bei den Demons. Er wurde anschließend in das All-Region Team gewählt. Er nahm daher am North Dakota Shrine Bowl im April 2014 teil.
2014 verpflichtete sich Liggins für die Dickinson State University aus der National Association of Intercollegiate Athletics (NAIA). Er setzte sein erstes Jahr als Redshirt aus. In den darauffolgenden Jahren gewann er mit den Blue Hawks viermal die Conference. 2019 stießen sie bis ins Viertelfinale der NAIA-Playoffs vor, schieden dort aber aus. Während seiner College-Karriere wurde Liggings mehrfach in das All-Conference Team gewählt. Zudem wurde er 2017 in das zweite sowie 2018 in das erste All-American Team berufen. Darüber hinaus war er Finalist des renommierten Cliff Harris Award. Im März 2019 erzielte er beim Pro Day an der North Dakota State University unter anderem einen 10 ft 03 inch (≙ 3,12 Meter) Standweitsprung und einen 4,66 Sekunden schnellen 40 Yard Dash.
Am 28. April 2019 wurde Liggins von den Philadelphia Eagles als Undrafted Free Agent unter Vertrag genommen. In der NFL Preseason kam er in zwei Spielen zum Einsatz und verzeichnete dabei vier Tackles, ein Tackle für Raumverlust und ein Pass-Break-up. Mitte August wurde er von den Eagles entlassen. Liggins stand im Frühjahr 2020 im Kader der St. Louis BattleHawks aus der XFL, wurde aber vor Saisonbeginn entlassen. Am 20. Februar 2020 wurde Liggins von den Winnipeg Blue Bombers aus der Canadian Football League (CFL) verpflichtet und am 30. Juli 2021 wieder entlassen. Für das CFL-Team kam er zu keinem Einsatz in der regulären Saison.
Zur Schweizer Nationalliga A-Saison 2022 wurde Liggins von den Bern Grizzlies verpflichtet und gewann mit diesen den Swiss Bowl. Am 4. August stellten die Raiders Tirol aus der European League of Football (ELF) zur Mitte der Saison 2022 Liggins als Neuzugang vor. In den verbleibenden vier Spielen der regulären Saison verzeichnete er neun Tackles, zwei Interceptions und acht Pass-Break-ups. Mit den Raiders erreichte er das Halbfinale, in dem sie den Hamburg Sea Devils unterlagen. Im November 2022 gab Frankfurt Galaxy die Verpflichtung von Liggins für die ELF-Saison 2023 bekannt.

## Statistiken
| Jahr                            | Team             | Spiele | Starts | Tackles | Tackles | Tackles | Tackles | Tackles | Passverteidigung | Passverteidigung | Passverteidigung | Passverteidigung | Fumbles | Fumbles | Fumbles | Sonstiges | Sonstiges |
| Jahr                            | Team             | Spiele | Starts | Total   | Solo    | Ast     | TFL     | Sack    | INT              | Yds              | TD               | BrUp             | FF      | FR      | TD      | Blk       | Saf       |
| ------------------------------- | ---------------- | ------ | ------ | ------- | ------- | ------- | ------- | ------- | ---------------- | ---------------- | ---------------- | ---------------- | ------- | ------- | ------- | --------- | --------- |
| European League of Football     |                  |        |        |         |         |         |         |         |                  |                  |                  |                  |         |         |         |           |           |
| 2022                            | Raiders Tirol    | 04     | 04     | 09      | 06      | 03      | 0,0     | 0,0     | 2                | 022              | 0                | 08               | 0       | 0       | 0       | 0         | 0         |
| 2023                            | Frankfurt Galaxy | 12     | 12     | 41      | 33      | 09      | 3,5     | 0,0     | 5                | 118              | 1                | 17               | 2       | 1       | 0       | 0         | 0         |
| ELF Gesamt                      | ELF Gesamt       | 16     | 16     | 50      | 39      | 12      | 3,5     | 0,0     | 7                | 140              | 1                | 25               | 2       | 1       | 0       | 0         | 0         |
| Quellen: sportsmetrics.football |                  |        |        |         |         |         |         |         |                  |                  |                  |                  |         |         |         |           |           |

| Jahr                            | Team             | Spiele | Starts | Tackles | Tackles | Tackles | Tackles | Tackles | Passverteidigung | Passverteidigung | Passverteidigung | Passverteidigung | Fumbles | Fumbles | Fumbles | Sonstiges | Sonstiges |
| Jahr                            | Team             | Spiele | Starts | Total   | Solo    | Ast     | TFL     | Sack    | INT              | Yds              | TD               | BrUp             | FF      | FR      | TD      | Blk       | Saf       |
| ------------------------------- | ---------------- | ------ | ------ | ------- | ------- | ------- | ------- | ------- | ---------------- | ---------------- | ---------------- | ---------------- | ------- | ------- | ------- | --------- | --------- |
| European League of Football     |                  |        |        |         |         |         |         |         |                  |                  |                  |                  |         |         |         |           |           |
| 2022                            | Raiders Tirol    | 1      | 1      | 7       | 6       | 1       | 0,0     | 0,0     | 0                | 0                | 0                | 0                | 0       | 0       | 0       | 0         | 0         |
| 2023                            | Frankfurt Galaxy |        |        |         |         |         |         |         |                  |                  |                  |                  |         |         |         |           |           |
| ELF Gesamt                      | ELF Gesamt       | 1      | 1      | 7       | 6       | 1       | 0,0     | 0,0     | 0                | 0                | 0                | 0                | 0       | 0       | 0       | 0         | 0         |
| Quellen: sportsmetrics.football |                  |        |        |         |         |         |         |         |                  |                  |                  |                  |         |         |         |           |           |

## Privates
Liggins hat zehn Geschwister. Er wuchs in Memphis, Tennessee auf und zog im Alter von elf Jahren mit seiner Mutter und seinen Geschwistern nach Bismarck, North Dakota. Liggins strebte zunächst eine Karriere im US-Militär an.